# Wapen van Triemen

Wapen van Triemen

Het wapen van Triemen is het dorpswapen van het Nederlandse dorp Triemen, in de Friese gemeente Noardeast-Fryslân. Het wapen werd in 1976 geregistreerd.

## Beschrijving
De blazoenering van het wapen luidt als volgt:
Van goud, beladen met een groene boom op een grasgrond van hetzelfde, met een blauw gekanteeld schildhoofd, beladen met twee zilveren lelies.
De heraldische kleuren zijn: goud (goud), sinopel (groen), azuur (blauw) en zilver (zilver).

## Symboliek
- Gouden veld: verwijst naar de zandgrond waar het dorp op gelegen is.[2]
- Schildhoofd: de kantelen staan voor de stins die bewoond werd door de familie Buma. Uit het wapen van dit geslacht zijn de blauwe kleur en de fleurs de lis overgenomen.[2]
- Boom: duidt op de eikenboom die veel voorkomt in de omgeving van het dorp.[2]

## Zie ook

Vlag van Triemen